# Schafhof (Bad Steben)
Schafhof ist ein Gemeindeteil des Marktes Bad Steben im Landkreis Hof (Oberfranken, Bayern). Schafhof liegt in der Gemarkung Thierbach.

## Geografie
Der Weiler liegt auf freier Flur am Thierbach, einem linken Zufluss des Bobengrüner Baches. Eine Gemeindeverbindungsstraße führt nach Bobengrün zur Staatsstraße 2198 (1 km südöstlich) bzw. nach Bad Steben zur Kreisstraße HO 31 (1,3 km nördlich). Eine weitere Gemeindeverbindungsstraße führt nach Thierbach zur Staatsstraße 2198 (1,1 km östlich).

## Geschichte
Schafhof wurde 1741 erstmals schriftlich erwähnt. Es gehörte zur Realgemeinde Bobengrün. Gegen Ende des 18. Jahrhunderts bestand Schafhof aus vier Anwesen (2 Häuser, 2 halbe Häuser). Die Hochgerichtsbarkeit hatte das bayreuthische Kasten- und Richteramt Lichtenberg. Das bayreuthische Kastenamt Thierbach war Grundherr sämtlicher Anwesen.
Von 1797 bis 1810 unterstand Schafhof dem Justiz- und Kammeramt Naila. Infolge des Ersten Gemeindeedikts wurde Schafhof dem 1812 gebildeten Steuerdistrikt Marxgrün und der zugleich entstandenen die Ruralgemeinde Thierbach zugewiesen. Im Zuge der Gebietsreform in Bayern wurde Schafhof am 1. Januar 1972 nach Bad Steben eingemeindet.

### Ehemaliges Baudenkmal
- Haus Nr. 4: Dreiseithof. Eingeschossiges, verputzt massives Wohnstallhaus mit Halbwalmdach über hölzernem, profiliertem Traufgesims; teilweise modern ausgebaut; Scheitelstein über Wohnungstür bezeichnet „1809“. Zugehörige Scheune des frühen 19. Jahrhunderts; verbretterter Ständerbau mit Satteldach, Giebel mit geteilter Schalung.[7]

### Einwohnerentwicklung
| Jahr      | 001799 | 001861 | 001871 | 001885 | 001900 | 001925 | 001950 | 001961 | 001970 | 001987 | 002013 |
| Einwohner | 31     | 25     | 25     | 29     | 18     | 35     | 38     | 27     | 20     | 17     | 14     |
| Häuser    | 3      |        |        | 4      | 4      | 5      | 7      | 7      |        | 5      |        |
| Quelle    | [ 9 ]  | [ 10 ] | [ 11 ] | [ 12 ] | [ 13 ] | [ 14 ] | [ 15 ] | [ 16 ] | [ 17 ] | [ 18 ] |        |

## Religion
Schafhof ist evangelisch-lutherisch geprägt und bis heute nach St. Walburga (Untersteben) gepfarrt (seit 1910 ist die Lutherkirche (Bad Steben) die Hauptkirche).